# 달빛을 쫓다
"달빛을 쫓다"(In Pursuit of the Moonlight)는 2010년에 제작한 대한민국의 드라마, 판타지, 로맨스 영화다.

## 출연
- 장소연 - 여자 역
- 김기범 - 남자 역

## 수상 경력
- 2010년 제11회 대한민국 영상대전-대상:아마추어(김선희)
- 2011년 제10회 미쟝센 단편영화제 국내초청(김선희)